# David Drahonínský
David Drahonínský (* 19. května 1982, Kaplice) je český tělesně handicapovaný lukostřelec v kategorii W1 s kladkovým lukem. S úspěchy, k nimž se řadí zlatá medaile z roku 2008 na Letních paralympijských hrách v Pekingu, stříbrné místo v roce 2012 na Letních paralympijských hrách v Londýně a první místo na Mistrovství světa v Donaueschingenu, se zařadil ke světové špičce v lukostřelbě. Na zlatý stupínek se vrátil na Letních paralympijských hrách v Tokiu v roce 2021, byla to jeho už šestá paralympijská medaile.
Je držitelem 2 světových rekordů, během sezón v letech 2014–2015 stanovil pětkrát světové maximum: třikrát v kvalifikační části, v které se střílí 72 šípů (668 bodů – WRT Nové Město nad Metují 2014, 670 bodů ME Notwill 2014, 674 bodů Dutch Para Archery Tournament 2015), a dvakrát v eliminačních rozstřelech, v kterých se střílí 15 šípů (143 bodů WRT Nové Město nad Metují 2014, 144 bodů MS Donaueschingen 2015). Poslední světový rekord překonal se skóre 144 z možných 150 bodů v eliminačním souboji na mistrovství světa handicapovaných lukostřelců v německém Donaueschingenu v roce 2015.
Je členem klubu SC Jedličkův ústav, jenž patří pod záštitu České federace Spastic Handicap, o. s.
Při závodech je známý účesem ve tvaru a v barvě české vlajky či jeho pověstným "wheelchair" tancem.

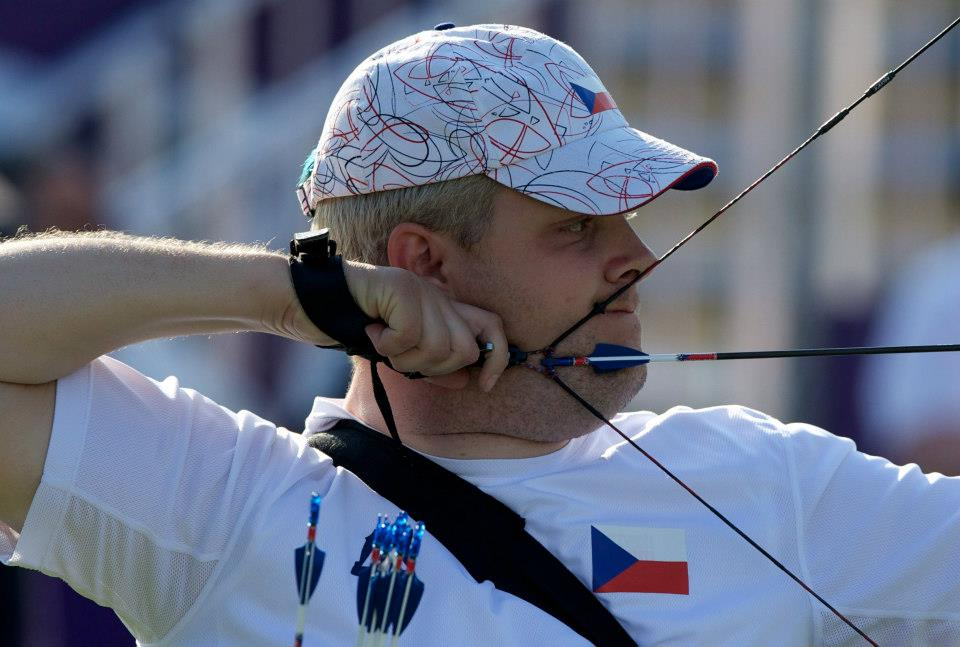
David Drahonínský, Paralympijské hry Londýn 2012

## Osobní život
V mládí hrál fotbal, hokej, byl dobrovolným hasičem, chodil do skautského oddílu a hlavně navštěvoval taekwondo. Dne 6. dubna 1999 po návratu z tréninku šel spát. Jelikož trpěl náměsíčností, spadl z balkónu ze 3. patra. Ve velmi vážném stavu ho našla jeho matka s bratrem. Byl hospitalizovaný v českobudějovické nemocnici na ARO. Při pádu si poranil páteř, slezinu a játra. Po počátečních komplikacích došlo ke zlepšení jeho zdravotního stavu. Poranění míchy má však trvalé následky, jeho diagnóza je kvadruplegie.
Rok po úrazu začal studovat na Obchodní akademii v Janských Lázních. V roce 2005 zakončil úspěšně studium maturitní zkouškou. V tomtéž roce byl přijat na Metropolitní univerzitu v Praze, kde na Fakultě mezinárodních vztahů a evropských studií v roce 2011 obdržel titul magistr. V rámci studia se zúčastnil programu Erasmus na Europa Universität Viadrina ve Frankfurtu nad Odrou, kde si zařídil roční studijní pobyt a tříměsíční pracovní stáž.
Ve volném čase se věnuje rybaření, cyklistice, golfu, čtyřkolkám, chodí do kina, divadla, má rád knihy, psychologii, jízdu na katamaránu a rád zkouší nové, i adrenalinové aktivity.

## Sportovní kariéra

### Boccia
V Janských Lázních se seznámil v roce 2000 s bocciou, díky tomuto sportu obsadil v roce 2001 na Mistrovství Evropy v Teplicích 4. místo. V roce 2002 Mezinárodní paralympijský výbor změnil pravidla pro klasifikaci v boccie, kvůli čemuž nesplňoval český lukostřelec svým postižením klasifikační kritéria pro tento sport.

### Lukostřelba

#### Období 2001–2007
V roce 2001 se dostal k lukostřelbě z olympijského luku a o 2 roky později začal střílet z kladkového luku v kategorii W1. Využil možnost zúčastnit se závodů se zdravými lukostřelci, kde v roce 2006 získal 3. místo na Mistrovství České republiky v hale a 1. místo na venkovním Mistrovství České republiky. Jeho hlavním cílem bylo změřit síly s postiženými sportovci a získávat zkušenosti. V roce 2003 na Mistrovství světa v Madridu skončil na posledním místě, o dva roky později na Mistrovství světa v Itálii obsadil 5. místo. V soutěži družstev společně s Martinem Bartošem a Zdeňkem Šebkem získal stříbrnou medaili. V roce 2006 si zajistil 4. místo na Mistrovství Evropy handicapovaných lukostřelců v Nymburku. Rok 2007 byl brán jako předolympijský průzkum jeho odolnosti, kdy na Mistrovství světa v Jižní Koreji vybojoval 4. místo a v soutěži týmů obsadil 1. místo společně s Martinem Bartošem a Zdeňkem Šebkem.

#### Paralympijské hry v Pekingu 2008
Velký průlom v kariéře byly Paralympijské hry v Pekingu v roce 2008, před nimiž prohlašoval, že po všech čtvrtých místech si konečně jede pro medaili. Za vzpomínku stojí dramatické semifinále s Osmo Kinnunenem z Finska, kdy rozhodl doslova poslední šíp. Finský reprezentant střelil sedmičku a David Drahonínský poslal poslední šíp do devítky, čímž postoupil do finále, v kterém porazil Johna Canavagha, a stal se paralympijským vítězem.

#### Období 2009–2011
Rok 2009 nebyl úspěšný. Zdravotní problémy a špatná psychická kondice zapříčinily neúspěch v podobě 8. místa na Mistrovství světa v Nymburku.
V roce 2010 na Mistrovství Evropy ve Vichy se prověřovala jeho forma, kde si zkusil, zda zvládne studium v zahraničí společně s tréninky. Čtvrtfinále i semifinále zvládl, ale ve finále pro nepříznivý vítr nezopakoval výkon z předešlého dne. Nakonec obsadil druhé místo.
V roce 2011 se konalo Mistrovství světa v italském Turíně, kde se bojovalo o medaile a také o místa na Paralympijské hry v Londýně, jež se měly konat následující rok. V osmifinále porazil amerického reprezentanta Jerryho Schielda, ve čtvrtfinále porazil japonského reprezentanta a v semifinále přemohl Brita Johna Cavanagha. Ve finále podlehl finskému reprezentantovi Osmo Kinnunenovi. Český lukostřelec obsadil 2. místo, čímž získal místo na paralympiádu. Kromě toho dosáhnul na titul mistrů světa v soutěži družstev, když ve finále společně s Petrem Bartošem a Zdeňkem Šebkem porazili americký tým.

#### Paralympijské hry v Londýně 2012
V roce 2012 chtěl navázat na úspěchy a obhájit první místo z Pekingu. Ve spolupráci se sportovní psycholožkou Kateřinou Vejvodovou Kudláčkovou zlepšoval jeho fyzickou i psychickou přípravu. Z kvalifikace byl postup do čtvrtfinále snadný. Ve čtvrtfinále prohrával s Fabiem Azzolini z Itálie a teprve rozstřel posledního šípu se mu vydařil a dostal se do semifinále. Osmo Kinnunen, finalista z Pekingu, byl jeho dalším soupeřem, kterého porazil. Ve finále se střetl s Jeffem Fabry. Před paralympiádou však Drahonínský nezaregistroval změnu pravidel, které zvýhodnily pozici Fabryho a tak ve finále prohrál a získal druhé místo.
Mistrovství světa v Bangkoku 2013 začalo kvalifikací, kde obsadil 5. místo, v semifinále narazil opět na Jeffa Fabryho, který se posunul do finálového boje. Nakonec získal třetí místo, kdy v konečném boji porazil Johna Cavanagha.

#### Rok 2014 – období rekordů
Na Světovém poháru v Novém Městě nad Metují se mu dařilo. Nejprve v kvalifikaci vstřelil rekord 668 bodů z možných 720, který byl uznán rozhodčími jako světový a další den v setu proti Seong-Pyo An získal druhý rekord: 143 bodů z možných 150. Ve finále proti Johnu Cavanaghovi byl úspěšný a získal první místo.
Ve švýcarském Notwillu uzavřel kvalifikaci s novým světovým rekordem 670 bodů, kdy postoupil rovnou do semifinále. Zde nestačil na finského lukostřelce Antoniuse a vybojoval bronzovou medaili.

#### Rok 2015
V roce 2015 se zúčastnil květnového Dutch Para Archery Tournament v Nizozemsku, kam odjel jako jediný zástupce České republiky. Během kvalifikace při nepřízni počasí se mu podařilo překonat vlastní světový rekord a stanovil nové světové maximum na 674 bodů. V eliminační části turnaje ve čtvrtfinále porazil ruského reprezentanta a v semifinále vyřadil finského reprezentanta Jean Pierra Antoniose. Ve finále přestřílel italského reprezentanta Fabia Azzoliniho.
V červenci absolvoval účast na WRT v Novém Městě nad Metují, kde jeho vítězné tažení v semifinále přerušil Slovák Petr Kinik. V boji o bronz porazil finského reprezentanta Jean Pierra Antonia.
Na Mistrovství světa v německém Donaueschingenu nezávodil jen za jednotlivce, ale také v kategorii Mix Team a Team mužských družstev. V Mix Teamu, kde poprvé závodil společně s Šarkou Musilovou se nedařilo a po první části vypadli. V družstvu mužů platil za klíčového sportovce a leadra týmu, kdy se spolubojovníkům nevedlo a v konečné fázi se dostaly pouze do boje o 3. a 4. místo. Nakonec získali 4. místo.
V jednotlivcích proti Jeanu Pierre Antoniosovi vstřelil nový světový rekord – 144 ze 150 možných bodů. Přes Fabia Azzoliniho přešel lehce do finále, kde porazil Johna Walkera, vyhrál titul mistra světa a zajistil si přímou účast na Paralympijské hry do Rio de Janeira.

#### Rok 2016
Jeho příprava se zaměřuje na sezónu 2016, kdy ho čeká Mistrovství Evropy ve Francii a Paralympijské hry v Rio de Janeiru.

#### Rok 2021
David se v srpnu 2021 zúčastnil v Tokiu už čtvrtých paralympijských her v životě. Soutěžil společně s Šárkou Musilovou v kategorii Mix Team, kde společně vybojovali stříbrnou medaili. V kategorii W1 mužů David ve finále porazil Nihata Turkmenoglu z Turecka a získal celkem šestou paralympijskou medaili, druhou zlatou.